# Quartom
Quartom est un quatuor vocal masculin dont la spécificité est le chant a cappella d'un vaste répertoire puisant autant dans la musique classique, profane et sacrée, que la musique populaire. Il est composé de Benoît Le Blanc (baryton), Julien Patenaude (baryton), Philippe Martel (baryton basse) et Joé Lampron-Dandonneau (ténor).

## Membres
C'est sous l'impulsion de Benoît Le Blanc que le groupe voit le jour en avril 2008, en compagnie de Julien Patenaude et Philippe Martel. Gaétan Sauvageau est alors le premier ténor à compléter la formation (2008-2018). Il sera par la suite remplacé par Antonio Figueroa (2018-2020), par Philippe Gagné en 2020, par Kerry Bursey (2021-2024) et par Joé Lampron-Dandonneau depuis 2024. 

## Biographie
C'est en avril 2008 que Quartom lance officiellement sa carrière en donnant son premier concert au Cégep St-Laurent. Fort d’une formation musicale s’échelonnant de la maîtrise des chœurs d’enfants jusqu’à la maîtrise universitaire, le groupe explore un répertoire riche et varié. En 2009, le quatuor interprète l'Hymne National Canadien lors d'un match du Junior de Montréal et enregistre sa première maquette au bar Le Belmont. L'année 2011 est marquée par sa présence aux activités de l'inauguration de la Maison Symphonique de Montréal.
Parallèlement, le groupe prépare la sortie de son premier album éponyme qui voit le jour en 2013 et qui reprend plusieurs pièces de son spectacle La Bonne nouvelle selon Quartom: un florilège de chansons provenant de la Renaissance, de l'époque romantique allemande, de l'opéra italien, ainsi que de chansons populaires anglaises, françaises et québécoises. S'ensuivront plus de 40 représentations scéniques de ce spectacle, partout à travers le Québec.
Le 26 novembre 2014 le quartet lance son deuxième album, Le Noël de Quartom, au café du Monument National de Montréal. L’album se démarque par sa grande variété, alignant deux spirituals américains, trois pièces en espagnol, ainsi que de nombreux airs traditionnels, dont Dans une étable obscure, Les anges dans nos campagnes, Vive le vent, Nouvelle agréable, Ave Maria, Adeste Fideles et Il est né le divin enfant. Le 16 décembre de la même année, Quartom se voit confier l'interprétation des hymnes nationaux lors d'un match qui oppose les Canadiens de Montréal aux Hurricanes de la Caroline au Centre Bell. Le groupe y reviendra le 26 décembre pour cette fois-ci y chanter l'Hymne National Canadien lors du Championnat Mondial Junior de Hockey.
Les engagements vont s'enchaîner en 2015. Le 05 janvier, les quatre hommes participent à la cérémonie de la remise de la Canne à Pommeau d'or, dans le Port de Montréal, puis se voient confier l'animation du prestigieux Gala des Prix Opus 2013-2014 à la salle Bourgie du Musée des Beaux-Arts de Montréal. Ils entament en avril une tournée de spectacles dans l'Ouest Canadien, en plus d'être invités au concert bénéfice des Violons du Roy et Marie-Thérèse Fortin au Palais Montcalm de Québec. Le 17 juin 2015, Quartom foule la scène de la Maison Symphonique de la Place des Arts pour participer au spectacle hommage Piaf a 100 ans! Vive la môme! en compagnie d'artistes tels que Betty Bonifassi, Marie-Thérèse Fortin, Sylvie Moreau, Florence K, Daniel Lavoie, Martha Wainwright, etc. Les 2 et 17 juillet ils partagent la scène avec Lisa Leblanc, respectivement au Club Soda dans le cadre du Festival International de Jazz de Montréal et à l'Impérial lors du Festival d'été de Québec. En septembre, le quatuor contribue à la levée de fonds annuelle de la Fondation Maman Dion au Cocktail Club du golf Le Mirage, ainsi qu'au Hope Fundraising Event à Edmonton en Alberta. Parmi les autres faits marquants de cette année, citons leur participation en novembre à la tournée du spectacle hommage Piaf a 100 ans! Vive la môme! puis leur interprétation des Hymnes Nationaux au Centre Bell lors d'un match opposant les Canadiens de Montréal aux Kings de Los Angeles. 
L'année 2016 s'amorce avec une deuxième participation à la remise de la Canne à Pommeau d'or, puis en avril, une première tournée en Europe qui mènera le groupe à Arlon, Bruxelles, Paris et La Roche d'Hys. Le 6 octobre, les membres de Quartom est à nouveau invité à un événement au profit de la Fondation Maman Dion où ils chantent spécialement pour elle J'ai tellement d'amour pour toi. Mais c'est surtout le lancement au Petit Outremont de leur 3e album, ACTE III, le 12 octobre, qui marquera cette année bien remplie. Uniquement consacré à l'opéra (Verdi, Offenbach, Rameau, etc.), ce nouvel album paru sous la célèbre étiquette ATMA Classique est fort bien accueilli par la critique qui souligne le "haut standard vocal" du groupe en plus de se mériter 4 étoiles dans le quotidien La Presse. Toujours en octobre de la même année, le groupe s'envole une nouvelle fois pour la Colombie-Britannique afin d'y donner une série de spectacles tirée de La bonne nouvelle selon Quartom et participe en décembre à la Guignolée des médias en direct de l'émission Gravel le matin sur la Première Chaîne de Ici Radio-Canada. Plusieurs concerts de Noël viendront mettre fin à cette année, notamment les 14 et 15 décembre avec La Veillée des violons (Les Violons du Roy) et Les Petits Chanteurs du Mont-Royal à St-Esprit-de-Rosemont. 
Le spectacle issu de l'album ACTE III, mis en scène par Benoît Brière, s'installe pour la première fois au Petit Outremont en février 2017 pour trois représentations, prémisses d'une longue série de concerts échelonnés jusqu'en 2020, et qui passera par de nombreuses salles à travers tout le Canada, dont plusieurs afficheront "complet". Mais l'un des faits saillants de l'année 2017 est sans conteste leur invitation à la cérémonie d'installation de la 29e gouverneure générale du Canada, Julie Payette, au Sénat d'Ottawa. Pour l'occasion, le quatuor y interprète la célèbre chanson "Moi, mes souliers" de Félix Leclerc.
En 2018, c'est sous l’invitation du directeur artistique de l’Opéra de Montréal, Michel Beaulac, que les quatre membres du groupe se voient confier des rôles pour l’opéra de David T. Little, JFK (en), en y incarnant des politiciens texans. Durant quatre soirs (27, 30 janvier et 1er, 3 février 2018), devant quelque 2 600 personnes présentes dans la salle Wilfrid Pelletier de la Place des Arts, Quartom prendra part à ce grand succès américain. En mars 2018, le quatuor offre deux spectacles intitulés Chants Grégoriens à l'Abbaye Val Notre-Dame, puis retourne en Colombie-Britannique en avril afin de donner plusieurs concerts de La bonne nouvelle selon Quartom. En juillet, Son Excellence Julie Payette les invites à nouveau à se produire pour elle lors d'un souper organisé à La Citadelle de Québec. Toujours en juillet 2018, ils participent au spectacle hommage à Louis-Jean Cormier à Petite-Vallée.
C'est lors d'un concert soulignant le 10e anniversaire d'existence de Quartom, le 14 octobre 2018, que l'album Renaissance est lancé au Théâtre Paradoxe,. Consacré au chant grégorien et à la polyphonie vocale de la Renaissance, cet album, enregistré à l'Église Saint-Esprit de Montréal, se veut plus spirituel que les précédents et rencontre à nouveau un accueil critique chaleureux,. Renaissance marque aussi l'arrivée d'un nouveau ténor dans le groupe, en remplacement de Gaëtan Sauvageau: Antonio Figueroa. Le 19 octobre, la formule renouvelée de Quartom s'envole pour Langley (C-B) afin d'offrir une performance à la Glass House Winery, puis le 21 octobre, présenter The Good News according to Quartom à Pender Island (B.C.) et le 25 à Osoyoos (B.C.), en plus de proposer le spectacle issu de l'album ACTE III à Vernon (B.C.) le 27 octobre. En novembre de la même année, le groupe passera par la Saskatchewan et l'Alberta, avant de revenir au Québec pour plusieurs événements dont une nouvelle invitation au Centre Bell le 17 décembre afin d'y interpréter les Hymnes Nationaux et quelques pièces de chants de Noël lors d'un match opposant Boston aux Canadiens de Montréal.
Le 15 janvier 2019, les membres du quatuor rencontrent Céline Dion en privé à Las Vegas et de lui offrir une version revisitée du classique Belle qui tiens ma vie. À leur retour, ils apprennent qu'ils sont en nomination au prochain Gala des Prix Opus dans la catégorie « Concert de l'année: Baroque, Médiéval, Renaissance ». Les 22 et 23 mars 2019, ils s'envolent pour Taïwan afin d'y présenter deux concerts exclusifs en français. L'OSM les invites par la suite à participer en avril au spectacle Piaf Symphonique! pour trois soirées à la Maison Symphonique de Montréal. En octobre, c'est à nouveau en Colombie-Britannique que Quartom présente le spectacle ACTE III modifié (5,8,11,12 octobre), avant de conclure l'année avec, entre autres, deux différents programmes: Orgue et Pain d'épices de J.W. Kunz (quintette OSM, Maison Symphonique de Montréal, 5,6,7 décembre) et le spectacle de Noël avec le Kamloops Symphony (Kamloops, Sagebrush Theatre, 14 & 15 décembre). 
L'année 2020 s'amorce avec une récompense de taille : le Prix Opus - Album de l'année - Musique médiévale, Renaissance, baroque pour Renaissance qui vient, en quelque sorte, couronner 12 ans de travail et d'efforts. Le 30 juin, Quartom accueille un nouveau membre : le ténor Philippe Gagné qui succède à Antonio Figueroa et qui figure sur le cinquième album du groupe, Rendez-vous, lancé le 2 octobre à la salle Bourgie du Musée des Beaux-Arts de Montréal. Pour cet album, enregistré en pleine pandémie, le quatuor a choisi un répertoire axé sur l’amour et la rencontre. On y retrouve les chansons gaillardes de Poulenc, O Love Divine de Haendel, les Six nocturnes de Mozart, des mélodies de Pierre Certon et une reprise revisitée « à la Quartom  » du célèbre O Fortuna des Carmina Burana de Carl Orff.

## Discographie

### 2013: QUARTOM (Ekitable Records)
1. Attends-moi ti-gars
2. La Vergine Degli Angeli
3. Because
4. Pavane
5. Hier
6. Duke of Earl / My girl
7. Mille regrets
8. Sérénade d'hiver
9. Liebe
10. La belle rose
11. Die nacht
12. Baby face
13. Wasserfhart
14. Le temps ne fait rien à l'affaire

### 2014: Le Noël de Quartom (Productions Lise Boyer)
1. Dans une étable obscure
2. Go Tell it On the Mountain
3. Mary had a baby
4. Cantemos
5. El Santo Nino
6. En el portal a Belén
7. Ave Maria
8. Vive le vent
9. Petit Papa Noël
10. 12 days of Christmas
11. Les Anges dans nos campagnes
12. Il est né le divin enfant
13. Nouvelle agréable
14. Ça bergers, assemblons-nous
15. Pot-Pourri de Noël Québécois
16. Adeste Fideles

### 2016: Acte III (ATMA Classique)
1. Faust, Acte IV: Chœur des soldats: Gloire immortelle
2. Rigoletto, Acte I: Zitti, zitti, moviamo vendetta
3. Hippolyte et Haricie: Hymne à la nuit: Ô nuit!
4. Les Contes d'Hoffmann, Acte I: Drig, drig, Maître Luther
5. Rinaldo, HWV 7, Acte II: Lascia ch'io pianga
6. Carmen, Acte II: Toreador song: Votre toast, je peux vous le rendre
7. Les Pêcheurs de perles, Acte I: Je crois entendre encore
8. Porgy and Bess, Acte III: Oh Lord, I'm on my way
9. Die Zauberflote, K.620, Acte II: O Isis und Osiris
10. La forza del destino, Acte II: La Vergine degli Angeli
11. Rigoletto, Acte III: La dona e mobile
12. Dido & Aeneas, Z.626, Acte II: In our deep vaulted cell
13. Cosi fan tutte, K.588, Acte I: Aria: Un aura anomorosa
14. La belle Hélène, Acte III: Trio patriotique: Lorsque la Grèce est un champ de carnage
15. Tannhäuser, Acte III: Beglückt darf nun', O Heimat, Ich schauen
16. Lohengrin, Acte III: Traülich gefürt
17. Don Carlo, Acte I: Dio, che nell'alma infondere
18. Il barbiere di Siviglia: Largo al factotum della citta - Il Trovatore: Chi del gitano i giorni abbella - L'elisir d'amore: Une furtiva lagrima - Turandot: Ma il mio mistero, è chiuso in me Nabucco: Va, pensiero, Sullali dorate

### 2018: Renaissance (ATMA Classique)
1. O Domine Jesus Christe à 4
2. Dominus dixit ad me
3. Ave Maria IV à 4
4. Hodie Christus natus est à 4
5. Hodie Christus natus est
6. Salve Regina
7. Ave Maria
8. Adoramus te Christe
9. Ave Maria II à 4
10. Regina Caeli
11. Confitemini Domino
12. Pueri Hebraeorum
13. Resurrexit
14. O quam amabilis
15. Tantum ergo
16. Dies irae
17. O bone Jesu à 4
18. Victimae paschali laudes
19. Panis Angelicus
20. Veni Creator
21. Ecce nunc benedicite

### 2020: Rendez-vous (PVB Productions Inc.)
1. O love divine
2. Mignonne, allons voir si la rose
3. Die nacht
4. Pavane
5. Madrigal
6. Offrande
7. La belle jeunesse
8. Liebe
9. Trinklied
10. Je ne suis point amoureux
11. Amour lascif
12. Maudit soit-il
13. Due pupille amabili
14. Se lontan, ben mio, tu sei
15. Ecco quel fiero istante
16. Mi lagnero tacendo
17. Ludi care, luci belle
18. Piu non si trovano
19. Abendständchen
20. Pot-pourri d'extraits de Carmina Burana